# Ropica marmorata
Ropica marmorata là một loài bọ cánh cứng trong họ Cerambycidae.